# FC Okzhetpes
Football Club Okzhetpes (tiếng Kazakh: Оқжетпес Футбол Клубы) là một câu lạc bộ bóng đá Kazakhstan có sân nhà là Sân vận động Torpedo ở Kokshetau. Hiện tại câu lạc bộ thi đấu ở Giải bóng đá ngoại hạng Kazakhstan.
Mặc dù chỉ về đích thứ 9 ở Giải bóng đá ngoại hạng Kazakhstan 2008 nhưng câu lạc bộ giành quyền tham gia vòng loại thứ nhất của mùa giải UEFA Europa League đầu tiên vì sự từ chối chứng từ của UEFA và sự rút lui của các đội bóng xếp hạng cao hơn.

## Lịch sử tên gọi
- 1957: Thành lập với tên gọi Torpedo
- 1990: Đổi tên thành Spartak
- 1991: Đổi tên thành Kokshetau
- 1994: Đổi tên thành Kokshe
- 1997: Đổi tên thành Avtomobilist và chuyển đến Shortandy (ngoại ô Astana)
- 1998: Đổi tên thành Khimik và chuyển đến Stepnogorsk
- 1999: Đổi tên thành Akmola
- 2000: Chuyển về lại Kokshetau
- 2001: Đổi tên thành Esil
- 2004: Đổi tên thành Okzhetpes

Không nên nhầm lẫn với đội bóng đã giải thể FC Azhar cũng đến từ Kokshetau